# Antiguo Hospital de Culla
El Antiguo Hospital de Culla, en la comarca del Alto Maestrazgo, en la provincia de Castellón, es un edificio sanitario, destinado a hospital, que está declarado Bien de Relevancia Local, perteneciente al Conjunto Histórico de Culla, declarado a su vez como Bien de Interés Cultural, constando así en la Dirección General de Patrimonio Artístico de la Generalidad Valenciana, con un código identificador número: 12.02.051-010.

## Descripción histórico-artística
Se trata de un edificio construido en el siglo XVII, en el que se instaló la sede de la Obra Social fundada por Domingo Serrana en el siglo XIV.
En su primer momento fue utilizado como albergue para personas pobres,  así como hospital, también de pobres. En él se socorría sobre todo  a mujeres necesitadas, huérfanas y viudas, con ello se trataba darles una dote para que de este modo pudieran casarse o bien ingresar en un convento.
El edificio fue rehabilitado en el año 1993, utilizándose en la actualidad como sala de exposiciones, entre las que destaca las permanentes tales como la llamada “Exposición Antigua Aula Escolar”.
También en sus instalaciones se llevan a cabo exposiciones de la  Fundación La Luz de las Imágenes,  con el nombre  «Pulchra Magistri. El esplendor del Maestrazgo en Castellón. Culla, Catí, Benicarló, Vinaròs. 2013-2014».